# Prințesa Maria de Orléans (1865–1909)
Prințesa Marie Amélie Françoise Hélène d'Orléans (13 ianuarie 1865 – 4 decembrie 1909), a fost prințesă franceză prin naștere și prințesă daneză prin căsătorie.

## Origine
Marie a fost cel mai mare copil al Ducelui de Chartres (al doilea fiu al Ducelui de Orléans) și a soției lui, Prințesa Françoise d'Orléans. Françoise a fost fiica lui François d'Orléans, prinț de Joinville și a Prințesei Francisca a Braziliei. 
Născută în timpul domniei în Franța a rivalului familiei, Napoleon al III-lea al Franței, a crescut în Anglia unde familia s-a mutat în 1848. După căderea lui Napoleon în 1871, familia a revenit în Franța.

## Căsătorie
S-a căsătorit cu Prințul Valdemar al Danemarcei, fiul cel mic al regelui Christian al IX-lea al Danemarcei, după acceptul Papei, la 20 octombrie 1885 printr-o ceremonie civilă la Paris și printr-o ceremonie religioasă la Château d'Eu două zile mai târziu. A rămas romano catolică în timp ce soțul ei era luteran; fiii lor urmau să fie crescuți în religia tatălui iar fiicele în cea a mamei.
Cuplul și-a stabilit reședința la Castelul Bernstorff din Copenhaga, unde s-a născut Valdemar. Începând cu anul 1883, Valdemar a locuit acolo cu nepotul său Prințul George al Greciei, fiul cel mic al fratelui său mai mare, Vilhelm, care a devenit rege al Greciei în 1863. Regele și-a trimis fiul în Danemarca pentru a-l înscrie în marina daneză și l-a lăsat în grija fratelui său, Valdemar, care era amiral în flota daneză.
Simțindu-se abandonat de către tatăl său, George i-a scris mai târziu logodnicei lui, Prințesa Marie Bonaparte, că a dezvoltat un atașament profund pentru unchiul său din acea zi.
Acesta era atmosfera unde Marie a venit să locuiască. În 1907, când George și-a adus mireasa la Bernstorff pentru prima vizită în familie, Marie d'Orléans a încercat să-i explice Mariei Bonaparte intimitate care a unit unchiul și nepotul, atât de adâncă încât, la sfârșitul fiecărei vizite anuale a lui George la Bernstorff, George plângea, Valdemar se îmbolnăvea, iar femeile au învățat să nu deranjeze momentele private ale soților.
Prin vizitele ulterioare, prințesa Bonaparte a devenit o mare admiratoare a prințesei de Orléans, concluzionând că ea era singurul membru al marii familii a soțului din Danemarca și Grecia, dotată cu creier și caracter. În plus față de obligațiile ei de gazdă, mamă și îndatoriri regale, Marie picta. În timpul primelor lor vizite, Valdemar și Marie Bonaparte s-au găsit într-o intimitate pasionantă. Într-una din vizitele de mai târziu, soția lui George a flirtat cu Prințul Aage, fiul cel mare a lui Valdemar.
Marie a fost descrisă ca fiind impulsivă și energică. Nu a învățat niciodată să vorbească daneza pe deplin. Și-a educat copiii iar gustul ei artistic și obiceiurile din Boemia au dominat gospodăria ei. În 1886, Valdemar a refuzat tronul Bulgariei cu consimțământul ei.
Ea a cerut permisiunea Curții să nu aibă doamne de onoare și și-a petrecut timpul în special cu artiști. A pictat, a fotografiat și a fost studentă la Otto Bache și Henningsen Frants. A participat la expoziții la Charlottenborg 1889, 1901 și 1902 și a fost membru al Academiei Daneze de Arte.
Marie a refuzat să se supună regulii să stea departe de politică. A aparținut de stânga politică și a încercat să-l convingă pe rege să fie de acord cu reformele din 1901, care au condus la alegerea democratică a unui guvern socialist. În 1902, ea a respins ideea de a părăsi Indiile de Vest daneze, Statelor Unite. De asemenea, ea a urmărit interesul Franței: ea a fost creditată de către presa franceză că a influențat alianța franco-rusă din 1894 și pacea în conflictul franco-german din Maroc în 1905. Și-a susținut prietenul și fondatorul Companiei Orientului asiatic, H.N. Andersen, cu contacte în afacerile sale din Thailanda. Prințesa Marie a fost o persoană populară în Danemarca.
Soțul Mariei și cei trei fii ai lor erau în India în drum spre Siam când au primit vestea că Marie a murit la Bernstorff.

## Copii
Marie și Valdemar au avut cinci copii:
- Prințul Aage al Danemarcei (1887–1940), căsătorit cu Mathilda Calvi dei Conti di Bergolo în 1914; au avut un fiu
- Prințul Axel al Danemarcei (1888–1964), căsătorit cu Margaretha a Suediei în 1919; au avut doi fii
- Prințul Erik al Danemarcei (1890–1950), căsătorit cu Lois Frances Booth în Ottawa, Canada 1924, a divorțat în 1937; au avut un fiu și o fiică
- Prințul Viggo al Danemarcei (1893–1970), numit Conte de Rosenborg, căsătorit cu Eleonora Green; nu au avut copii
- Prințesa Margaret a Danemarcei (1895–1992), căsătorită cu Prințul René de Bourbon-Parma. Fiica ei Anne are titulatura de  "regină" a României.